# Balaš
Balaš je bio Veliki kralj Perzije iz dinastije Sasanida (484. – 488.).
Balaš je bio brat Peroza I. te je zavladao usred teške krize nakon pogibije svoga brata. Vlast zahvaljuje grupi moćnih plemićkih obitelji koji su zapravo i bili stvarni vladari države. Balaš je uspio sklopiti mir s Heptalitima, ali se Perzija morala obvezati na plaćanje godišnjeg danka. To je samo još više produbilo financijsku krizu Perzije tako da je Balaš (uzalud) molio bizantskoga cara za pomoć. 
Balaš je u onom dijelu Armenije koji je bio pod perzijskom vlašću provodio „politiku popuštanja napetosti“. Kršćanima je 484. dana sloboda vjere te im obećano da više neće biti pokušaja da ih se preobrati na zoroastrizam.  
Godine 488. Balaš je ubijen u uroti Perozova sina Kavada koji je uz potporu Heptalita sam zavladao.  